# Mursa comptalis
Mursa comptalis är en fjärilsart som beskrevs av Walker 1865. Mursa comptalis ingår i släktet Mursa och familjen nattflyn. Inga underarter finns listade i Catalogue of Life.